# Opera of the Nobility
L’Opera of the Nobility (« Opéra de la Noblesse ») est une compagnie d'opéra fondée en 1733 par un groupe de nobles anglais menés par le Prince de Galles Frederick, en opposition avec le roi George II, son père, afin de rivaliser avec la seconde Royal Academy of Music dirigée par Haendel, qui avait les faveurs du roi et de la reine son épouse.
Nicola Porpora fut engagé comme directeur musical et Owen Swiny en était le dénicheur de talents. Le chanteur vedette de la compagnie était Senesino, transfuge de la troupe de Haendel. 
La compagnie était établie au théâtre de Lincoln's Inn Fields (sous la direction de John Rich), lequel était devenu disponible lorsque Rich ouvrit le théâtre royal de Covent Garden. 
L'entreprise ne fut pas  couronnée de succès pour sa saison initiale, en 1733-1734. À la fin de la première saison, elle put déloger Haendel et sa compagnie du King's Theater de Haymarket. 
Bien qu'elle s'attachât finalement la collaboration de Farinelli, ce qui améliora sa situation financière, ce dernier ne put empêcher sa banqueroute qui survint en 1737. Peu de temps auparavant, elle avait engagé Giovanni Battista Pescetti comme directeur musical et débauché des chanteurs de la troupe de Haendel, en particulier Francesca Cuzzoni et Antonio Montagnana. Sa déroute fut quasiment simultanée de celle de la compagnie rivale. 

## Source
- (en) Cet article est partiellement ou en totalité issu de l’article de Wikipédia en anglais intitulé « Opera of the Nobility » (voir la liste des auteurs).